# Brücke (Uhr)

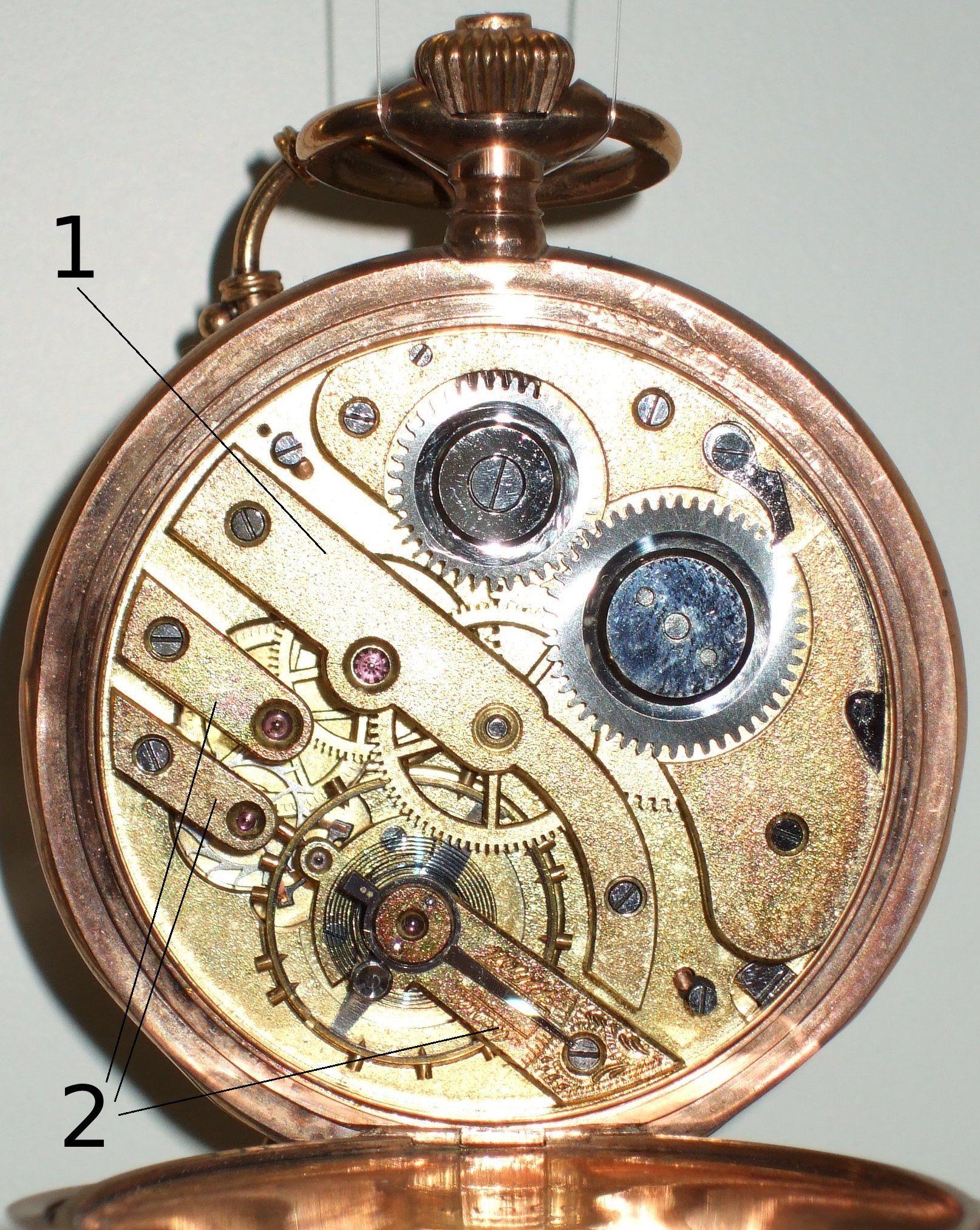
Im Bild ist die Brücke mit „1“ und die drei Kloben mit „2“ gekennzeichnet.

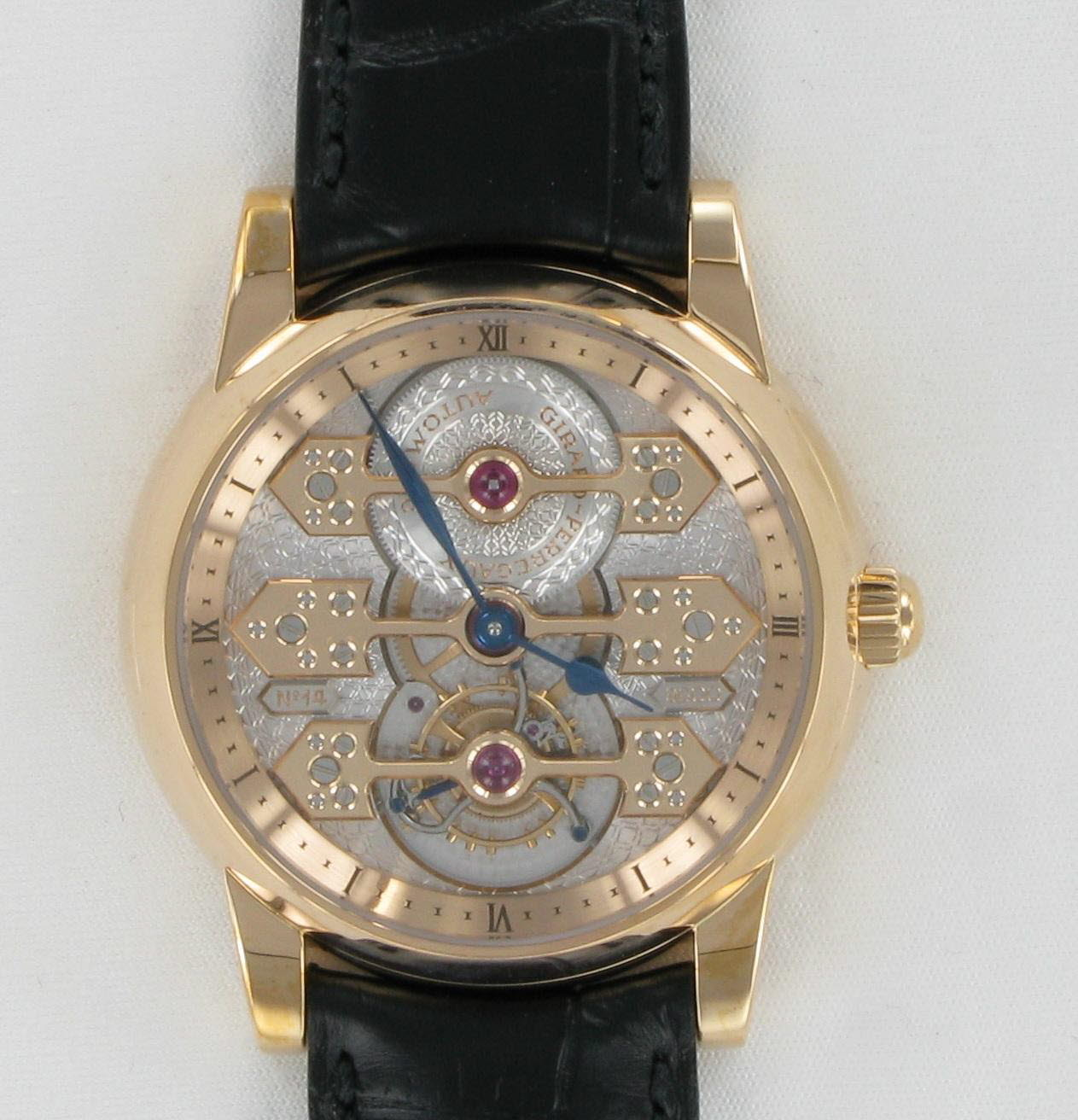
Uhr mit drei goldenen Brücken

Die Brücke ist ein Lagerträger im mechanischen Uhrwerk, der an beiden Seiten mit der Platine verschraubt ist.
Er ragt brückenartig über das Zahnrad (auch über mehrere Zahnräder) oder die Unruh. Damit unterscheidet er sich vom  Kloben, der nur an einer Seite befestigt ist.